# Hidden Valley Lake
Hidden Valley Lake is een plaats (census-designated place) in de Amerikaanse staat Californië, en valt bestuurlijk gezien onder Lake County.

## Demografie
Bij de volkstelling in 2000 werd het aantal inwoners vastgesteld op 3777.

## Geografie
Volgens het United States Census Bureau beslaat de plaats een oppervlakte van
28,6 km², waarvan 28,2 km² land en 0,4 km² water.

## Plaatsen in de nabije omgeving
De onderstaande figuur toont nabijgelegen plaatsen in een straal van 32 km rond Hidden Valley Lake.